# Helena Hamerow
Helena Francisca Hamerow (nacida el 18 de septiembre de 1971) es una profesora de arqueología medieval temprana y exdirectora de la Escuela de Arqueología de la Universidad de Oxford.  Es autora de numerosos libros y artículos académicos sobre arqueología e historia medieval. 

## Educación
Hamerow obtuvo una licenciatura de la Universidad de Wisconsin-Madison y un doctorado de Oxford.  Fue investigadora en el Somerville College y profesora en la Universidad de Durham. Es profesora de arqueología medieval temprana y exjefa de la Escuela de Arqueología de la Universidad de Oxford. También es miembro de la Sociedad de Anticuarios de Londres.

## Carrera

### Restos humanos excavados
En 2011, Hamerow fue una de los cuarenta principales arqueólogos que escribieron al Secretario de Justicia, Kenneth Clarke, pidiéndole más tiempo para estudiar los restos humanos encontrados en las excavaciones arqueológicas.

### Medios
Ha participado en las programas de televisión arqueológicos Digging for Britain, King Alfred and the Anglo Saxons y 2 episodios de Time Team.

## Publicaciones seleccionadas
- Mucking: El asentamiento anglosajón (Patrimonio Inglés, 1993)
- Hamerow, Helena, ed. (2001). Image and Power in the Archaeology of Early Medieval Britain: Essays in Honour of Rosemary Cramp. Oxford: Oxbow. ISBN 978-1842170519.
- Los primeros asentamientos medievales: la arqueología de los asentamientos rurales en el noroeste de Europa (OUP, 2002)
- El Manual de Oxford de Arqueología Anglosajona (OUP, 2011) - editora conjunta
- Asentamientos rurales y sociedad en la Inglaterra anglosajona (OUP, 2012)